# Одеський регіональний інститут державного управління НАДУ при Президентові України

Одеський регіональний інститут державного управління Національної академії державного управління при Президентові України — структурний підрозділ державного закладу вищої освіти — Національної академії державного управління при Президентові України, який має IV рівень акредитації та розташований у місті Одеса. Адміністративно-навчальний корпус розташований поряд з студентським гуртожитком в курортній зоні міста. Викладання в Інституті ведеться українською, російською та англійською мовами. Починаючи з 2001 року заклад має статус інституту, що автономно виконує функції закладу вищої освіти за II—IV рівнем акредитації.
ОРІДУ НАДУ при Президентові України є одним з чотирьох закладів вищої освіти України, що виконує державні замовлення за спеціальністю «Державне управління» галузі знань «Державне управління».

## Історія

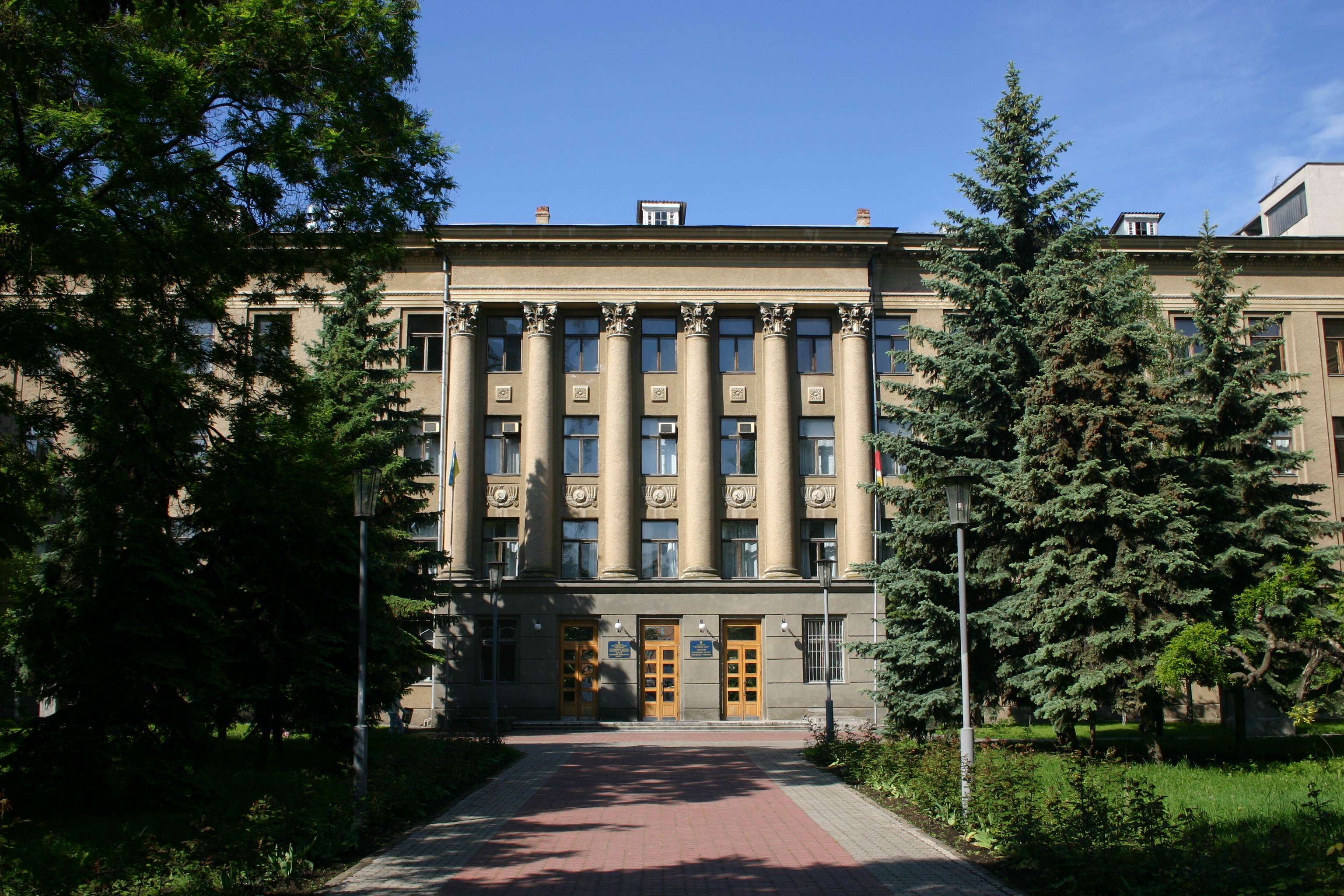
Центральний вхід до інституту

2 серпня 1995 року з метою здійснення підготовки, перепідготовки, підвищення кваліфікації кадрів органів державного управління та місцевого самоврядування в Україні Указом Президента України затверджено заснування в місті Києві Української Академії державного управління при Президентові України на базі ліквідованого Інституту державного управління і самоврядування при Кабінеті Міністрів України. 11 вересня того року був створений Одеський філіал Української Академії державного управління при Президентові України (ОФ УАДУ) з підготовки магістрів державного управління.
У березні 1996 року в складі ОФ УАДУ при Президентові створений Центр підвищення кваліфікації кадрів, а восени того ж року відбувся перший набір слухачів за спеціальністю «Державне управління». Наступного, 1997 року, відкрито докторантуру та аспірантуру для підготовки наукових та науково-педагогічних кадрів у галузі державного управління. Починаючи з 1998 року розпочато підготовку за двома новими спеціальностями «Проектний менеджмент» та «Менеджмент організацій». 1999 року створено і зареєстровано у Державному комітеті інформаційної політики, телебачення і радіомовлення України видавництво Інституту, збірник наукових праць якого «Актуальні проблеми державного управління» 2000 року внесено до переліку наукових фахових видань України.
21 вересня 2001 року з метою забезпечення дальшого розвитку загальнонаціональної системи підготовки, перепідготовки та підвищення кваліфікації державних службовців, формування нової генерації фахівців у сфері державного управління, вдосконалення діяльності Національної академії державного управління при Президентові України Указом Президента України затверджено присвоєння ОФ УАДУ статусу Одеського регіонального інституту державного управління Національної академії державного управління при Президентові України (ОРІДУ НАДУ), що автономно виконує функції закладу вищої освіти за IV рівнем акредитації і на основі державного контракту забезпечує навчання державних службовців для роботи на посадах I—IV категорій.

## Навчання
Інститут здійснює освітню діяльність за ІІ — IV рівнями акредитації закладів вищої освіти України і на основі, як державного замовлення так і за договором, забезпечує підготовку кадрів вищої кваліфікації в галузі менеджменту, державного і публічного управління та управління проектами, а також перепідготовку та підвищення кваліфікації державних службовців для роботи на посадах вищих категорій.

### Базова вища освіта
Базова вища освіта в ОРІДУ НАДУ при Президенті України проводиться за спеціальністю «Менеджмент» (073) з наданням кваліфікації «бакалавр з менеджменту» освітньо-кваліфікаційного рівня «бакалавр» за чотирирічними програмами денної форми навчання бакалаврату. Для заочної форми термін навчання становить п'ять років.
Навчальний рік, як і в більшості ЗВО України, складається з двох семестрів. Робочими мовами є українська та російська. Успішність навчання оцінюється за 100-бальною шкалою. Для отримання диплому бакалавра студент повинен опанувати обов'язкові фахові курси, цикл загальноосвітніх дисциплін, а також ряд предметів вільного вибору серед фахових і серед дисциплін, які пропонуються іншими факультетами. Наприкінці кожного осіннього семестру студенти 1 — 3 курсів здають курсові роботи з профільних дисциплін. Для здобуття кваліфікаційного рівня «бакалавр» після четвертого курсу студенти складають бакалаврський іспит, що складається з 2-ох частин перед державною комісією.
Протягом навчання студенти обов'язково проходять стажування на підприємствах та в організаціях Одеського регіону, серед яких Одеське територіальне управління Державної комісії з цінних паперів та фондового ринку, Головне управління економіки Одеської обласної державної адміністрації, Головне управління Державного казначейства України в Одеській області, Одеський морський торговельний порт, ТОВ «Індустріально-метизний союз», ВАТ «Стальканат», ВАТ «Морський Транспортний Банк», ВАТ «АКБ Південний» та інші. Студенти отримують початковий досвід роботи та апробують знання та навички. Більшість випускників працевлаштовується за місцем проходження практики.
Для вступу до Інституту на бакалаврат спеціальності «Менеджмент» абітурієнти з повною загальною середньою освітою мають подати сертифікати Українського центру оцінювання якості освіти. Зарахування на навчання відбувається на основі конкурсу сертифікатів зовнішнього незалежного оцінювання, з урахуванням середнього балу атестату з предметів:
- Українська мова та література;
- Математика;
- Іноземна мова (англійська, німецька, французька);

Вступники, що отримали шкільний атестат до 2007 року можуть вступати до Інституту за результатами екзаменів з вищезазначених предметів. Також на навчання з зазначеної спеціальності на вільні місця 2 чи 3 курсів приймаються студенти, які вже здобули освітньо-кваліфікаційний рівень «молодшого спеціаліста» за спорідненими спеціальностями «Організація виробництва» (5.03060101) або «Організація обслуговування на транспорті» (5.03060102).

#### Менеджмент (магістр)
Вища освіта зі здобуттям освітньо-кваліфікаційного рівня спеціаліста проводиться за спеціальністю «Менеджмент»(073). Підготовка студентів здійснюється за півторарічною програмою навчання денної та заочної форми навчання без відриву від виробництва за такими спеціалізаціями:
- Бізнес-адміністрування;
- Бізнес-аналітика та управління бізнес-проектами;
- Економічна безпека;
- Стратегічні комунікації;
- Управління проектами в туризмі.

На навчання в Інституті за спеціальністю «Менеджмент» приймаються особи, які мають базову вищу освіту. Зарахування відбувається на основі конкурсного відбору за результатами вступних екзаменів.

#### Публічне управління та адміністрування
Післядипломна освіта зі здобуттям освітньо-кваліфікаційного рівня «магістр» проводиться за спеціальністю «Публічне управління та адміністрування» (074) з отриманням кваліфікації «магістр публічного управління та адміністрування». Підготовка слухачів здійснюється протягом півторарічного терміну денної форми навчання або протягом 2,5 років заочної, вечірньої та заочної з елементами дистанційної. Підготовка фахівців здійснюється за такими спеціалазаціями:
- Економічна і фінансова політика та підприємництво;
- Електронне урядування;
- Європейська інтеграція в умовах глобального врядування;
- Місцеве самоврядування;
- Політика та управління у сфері культури;
- Право в публічному управлінні;
- Публічна політика у сфері соціального і гуманітарного розвитку;
- Публічне управління у сфері охорони здоров'я;
- Регіональне управління.

Вступ до магістратури за спеціальністю 074 «Публічне управління та адміністрування» здійснюється за державним замовленням та за договором.
На навчання за денною формою за державним замовленням приймаються особи, які перебувають на державній службі або службі в органах місцевого самоврядування та обіймають посади державної служби, що належать до 6-9 групи оплати праці або віднесені до шостої — сьомої категорії посад в органах місцевого самоврядування, мають стаж державної служби, служби в органах місцевого самоврядування не менш як один рік та не досягли 35 років на момент подання документів до приймальної комісії.
На навчання за вечірньою, заочною (дистанційною) формою приймаються особи, які перебувають на державній службі або службі в органах місцевого самоврядування та обіймають посади державної служби, що належать до 1-5 групи оплати праці або віднесені до першої — четвертої категорії посад в органах місцевого самоврядування, або до 1 травня 2016 р. зараховані до кадрового резерву державної служби на такі посади, або включені до кадрового резерву служби в органах місцевого самоврядування, мають стаж державної служби або служби в органах місцевого самоврядування не менш як один рік та не досягли 45 років на момент подання документів до приймальної комісії.

#### Підвищення кваліфікації державних службовців
ОРІДУ НАДУ при Президентові України є головним державним навчальним закладом півдня України загальнонаціональної системи підготовки та підвищення кваліфікації керівних кадрів для органів публічної влади. Центр перепідготовки та підвищення кваліфікації працівників органів державної влади, органів місцевого самоврядування, державних підприємств, установ і організацій передбачає чітку спрямованість на формування системи знань і умінь, які складають основу професійної компетентності управлінських кадрів та їх підготовленість до здійснення ефективного управління в умовах змін та реформ. Державні службовці, які мають освітньо-кваліфікаційний рівень магістра з освітнього напрямку Державне управління навчання за Підвищенням кваліфікації державних службовців не проходять.
Окрім вирішення завдання фахового удосконалення та оновлення знань і умінь службовців та посадових осіб, Центр перепідготовки та підвищення кваліфікації також надає методичну, інформаційну та консультативну допомогу регіональним і галузевим навчальним закладам, органам державної влади і органам місцевого самоврядування з питань підвищення кваліфікації державних службовців та посадових осіб місцевого самоврядування.

## Наукова діяльність
Підготовка науково-педагогічних та наукових кадрів у галузі державного управління в Одеському регіональному інституті державного управління Національної академії державного управління при Президентові України здійснюється через аспірантуру та докторантуру за спеціальностями:
25.00.01 — теорія та історія державного управління;
25.00.02 — механізми державного управління;
25.00.03 — державна служба;
25.00.04 — місцеве самоврядування.
Підготовка науково-педагогічних та наукових кадрів у галузі державного управління відповідає сучасним вимогам розвитку демократичної, правової і соціальної держави. Метою такої підготовки є досягнення високого рівня компетентності майбутнього фахівця, мобільності його професійних умінь, здатності до самонавчання упродовж всього життя, прийняття самостійних рішень, до відповідальності, вчасного динамічного реагування на зміни, що відбуваються в суспільстві.
В аспірантурі та докторантурі Інституту захищено близько 100 кандидатів наук та 17 докторів наук. Актуальність виконаних досліджень обумовлена їх відповідністю стратегічним пріоритетним напрямкам розвитку України. Результати захищених дисертацій містять обґрунтовані теоретичні висновки, пропозиції й рекомендації щодо вдосконалення державного управління, здійснення адміністративної реформи, оптимізації функціонування органів державної влади різних рівнів та органів місцевого самоврядування, зміцнення виконавчої влади в сучасних умовах, побудови ефективної соціально орієнтованої ринкової економіки, реформування державної служби, підготовки кадрів, здатних працювати в умовах ринкових перетворень.
В Інституті з метою впорядкування підготовки науково-педагогічних та наукових кадрів щорічно затверджується типовий графік конкретних заходів з організації підготовки науково-педагогічних та наукових кадрів і розробляються плани контролю підготовки і звітування аспірантів і докторантів. Двічі на рік, у формі сесій, проводяться кандидатські іспити з філософії, іноземних мов, спеціальностей галузі науки «Державне управління».
Результати дисертаційних досліджень докторантів і аспірантів регулярно розглядаються на теоретико-методологічних семінарах для аспірантів та їх наукових керівників, засіданнях Науково-експертної ради з залученням представників органів публічної влади. В практику роботи Інституту введено проведення розширених засідань кафедр з метою попередньої експертизи кандидатських і докторських дисертацій.
Сектор підготовки науково-педагогічних та наукових кадрів є структурним підрозділом Одеського регіонального інституту державного управління Національної академії державного управління при Президентові України, який забезпечує підготовку аспірантів та докторантів.

## Видавництво
Сьогодні видавництвом інституту здійснюється повний технологічний цикл робіт з підготовки й видання літератури. Видавництвом здійснюється редагування й коректування текстів, верстка й дизайн публікацій. Є значна нормативна база з видавничої справи, велика база словникових довідників і сучасне програмне забезпечення. Видавництво зареєстроване в державному комітеті інформаційної політики, телебачення й радіомовлення України і має Свідоцтво «Про внесення суб'єкта видавничої справи до державного реєстру видавців, виготовлювачів і розповсюджувачів видавничої продукції», серія ДК № 1434 від 17.07.2003 р.
В інституті встановлена міні-друкарня, за допомогою якої виходить у світ численна наукова і навчально-методична література.
Видавництвом ОРІДУ НАДУ при Президентові України ведеться випуск різних видів видань: монографій, підручників, конспектів лекцій, навчальних посібників, іншої навчально-методичної літератури. Основними виданнями є збірники наукових праць «Актуальні проблеми державного управління» і «Теоретичні та прикладні питання державотворення», що внесені в перелік наукових спеціалізованих видань України в галузі «Державне управління».
Збірник наукових праць ОРІДУ НАДУ при Президентові України «Актуальні проблеми державного управління» видається з 1999 року. Він є періодичним друкованим виданням, що має свідоцтво державного комітету інформаційної політики, телебачення й радіомовлення України. Постановою Вищої атестаційної комісії України від 10.05.2000 р. № 1-02/5 він внесений у перелік № 5 наукових спеціалізованих видань. Перереєстрований в 2009 році (Постанова Президії ВАК України від 18.11.2009 р. № 1-05/5), Наказ МОН № 241 від 09.03.2016
Видання має міжнародний стандартний номер серійних видань ISSN 1993-8330. (Лист начальника бібліографічного відділу Алена Руколя від 19 березня 2007 року).
Також видавництвом інституту публікується збірник наукових праць «Теоретичні та прикладні питання державотворення» — електронне періодичне спеціалізоване видання, розміщене на сайті Національної бібліотеки України ім. В. І. Вернадського (http://www.nbuv.gov.ua/e-journals/tppd/index.html.). Збірник наукових праць виходить із 2007 року. Видання зареєстроване Постановою Вищої атестаційної комісії України № 2-05/2 від 13 лютого 2008 року, Наказ МОН № 241 від 09.03.2016 як електронне наукове спеціалізоване видання.

## Організація й адміністрація

### Керівництво[17]
- Директор інституту — Іжа Микола Михайлович
- Перший заступник директора — Попов Микола Петрович
- Заступник директора з наукової роботи — Попов Сергій Афанасійович

### Факультети

#### Факультет державного управління
Факультет державного управління — навчально-науковий і організаційний структурний підрозділ ОРІДУ, що виконує освітні і наукові завдання підготовки фахівців у галузі освіти з «Державного управління» за IV рівнем акредитації. Створений 1 листопада 2000 року згідно з рішенням Вченої ради та наказом директора ОРІДУ.
Декани факультету державного управління:
- Мамонтова Елла Вікторівна (з квітня 2015 року)
- Липовська Світлана Олексіївна (з липня 2014 року — по квітень 2015 року)
- Попов Микола Петрович (з січня 2009 року — по липень 2014 року)
- Кривоцюк Петро Степанович (листопад 2007 року — грудень 2008 року)
- Миколайчук Микола Миколайович (квітень 2005 року — листопад 2007 року)
- Корвецький Олександр Дмитрович (листопад 2000 року — березень 2005 року)

Факультет державного управління об'єднує 6 кафедр:
- кафедра філософських та соціально-політичних наук (утворена 30.08.1996 року)[19]
- кафедра державного управління і місцевого самоврядування (утворена 01.11.2001 року)[20]
- кафедра права і законотворчого процесу (утворена 01.11.2001 року)[21]
- кафедра європейської інтеграції (утворена 01.09.2004 року)[22]
- кафедра економічної та фінансової політики (утворена 01.09.2004 року)[23]
- кафедра регіональної політики та публічного адміністрування (утворена 01.02.2010 року)[24]

#### Факультет менеджменту
Факультет менеджменту — основний організаційний і навчально-науковий структурний підрозділ ОРІДУ, що здійснює підготовку слухачів та студентів на денній та заочній формах навчання за освітньо-кваліфікаційним рівнем бакалавра, спеціаліста та магістра зі спеціальностей відповідно «Менеджмент організацій» та «Управління проектами».
Навчальний процес факультету забезпечують 4 кафедри:
- кафедра української та іноземних мов (утворена 30.08.1996 року)[27]
- кафедра менеджменту організацій (утворена 19.06.2002 року)[28]
- кафедра управління проектами (утворена 19.06.2002 року)[29]
- кафедра інформаційних технологій та систем управління (утворена 01.09.2004 року)[30]

### Підрозділи
| - Відділ документообігу та контролю; - Сектор міжнародних зв'язків; - Відділ по роботі з персоналом; - Відділ прийому, розподілу та профорієнтаційної роботи; - Відділ з навчальної роботи; - Сектор організаційної та виховної роботи; - Відділ інформаційно-телекомунікаційних технологій; - Сектор дистанційного навчання; - Відділ організації семінарів за державним замовленням; - Відділ організації семінарів за договором; | - Гуртожиток; - Відділ координації наукових досліджень та інформаційно-аналітичної роботи; - Редакційно-видавничий відділ; - Бібліотечний відділ; - Сектор підготовки науково-педагогічних та наукових кадрів; - Фінансово-економічний відділ; - Сектор інформаційно-аналітичної роботи; - Організаційно-господарський відділ. |

## Професорсько-викладацький склад
Відповідний рівень підготовки фахівців забезпечують висококваліфіковані професорсько-викладацькі та наукові кадри, провідні вчені Києва та Одеси, вчені зарубіжних країн, спеціалісти-практики, які мають досвід роботи в органах державного управління та місцевого самоврядування. В 2016 році загальна чисельність співробітників інституту становила 255 осіб. Питома вага викладачів з науковими ступенями доктора та кандидата наук становить 79,1 % відсотків, штатних близько 80 %. Із 10 кафедр 5 очолюють доктори наук, професори; 2 — професорів, кандидатів наук та 3 — кандидати наук, доценти.
Навчальний процес на факультеті «Державного управління» забезпечують більше сотні викладачів, які мають економічні, юридичні, педагогічні, психологічні, фізико-математичні, технічні, філологічні, політологічні, філософські, історичні, соціологічні та інші наукові ступені: докторів наук — 17 осіб, кандидатів наук — 48 особи. Вчене звання мають 16 професорів та 39 доцентів. Серед науково-педагогічних працівників: більше 20 % — доктори наук, професори та близько 70 % — кандидати наук, доценти.
Факультет «Менеджменту» має в своєму складі більше 50 викладачів, майже 70 % професорсько-викладацького складу з вченим ступенем та званням: докторів наук — 9, кандидатів наук — 30; професорів — 9, доцентів — 23.
Чимало викладачів удостоєні високих почесних звань: 5 викладачів є академіками і членами-кореспондентами галузевих академій України, 6 викладачам присвоєні почесні звання «Заслужений працівник освіти України», 2 відзначені Державними преміями. 32 співробітники інституту представлені в спеціалізованих і експертних радах, науково-методичних комісіях, спілках, асоціаціях тощо. Зокрема, в спеціалізованих радах по захисту кандидатських та докторських дисертацій 17 осіб, науково-методичних комісіях Міністерства освіти і науки — 1, редакційних комісіях різноманітних видавництв — 8, а також 5 працівників є науковими консультантами комітетів Верховної Ради України, міністерств та інших відомств.

## Матеріально-технічна база
Інститутське містечко Одеського регіонального інституту державного управління розташоване в Приморському районі міста Одеси та органічно пов'язане з прилеглим пейзажем парку Перемоги і площі 10 квітня, архітектурним ансамблем будівель торгово-розважального центру «Сади Перемоги» і житлового комплексу «Ark Palace». На порівняно невеликих відстанях від Інституту розташовані приморські курортні райони «Аркадія» і «Великий Фонтан», вхід до мережі підземних лабіринтів — Одеські катакомби, а також один з найбільш мальовничих куточків міста — Французький бульвар.
Одеський регіональний інститут державного управління має розвинену матеріально-технічну базу:
- Чотириповерховий адміністративно-навчальний корпус з сучасно мебльованими та технічно оснащеними спеціалізованими аудиторіями, комп'ютерними класами для поточних та індивідуально-групових занять з використанням сучасної комп'ютерної техніки, аудіо- та відеоапаратури. Також в Інституті широко впроваджуються інтерактивні методи навчання, система On-line моніторингу навчального процесу, система відеоспостереження, мережа навчального телебачення інституту тощо.

- Наукова бібліотека (абонемент), читальна зала бібліотеки та зал електронних носіїв, підключеної до міжнародної інформаційної мережі Internet, також в Інституті працює книжкова крамниця
- Редакційно-видавничий центр з друкарнею
- Актовий зал місткістю в 650 осіб, прикрашений пілястрами й поліхромією
- Музей Одеського регіонального інституту державного управління Національної академії державного управління при Президентові України
- На першому поверсі адміністративно-навчального корпусу ОРІДУ розташована ідальня, що пропонує студентам, слухачам і гостям сніданки, обіди та вечері. Також в будівлі Інституту працює буфет, де можна поїсти з 8 ранку до 17 вечора.

### Наукова бібліотека
Наукова бібліотека Одеського регіонального інституту державного управління Національної академії державного управління при Президентові України складається з абонементу, читальної зали бібліотеки та зали електронних носіїв інформації, підключеної до міжнародної інформаційної мережі Internet.
Бібліотечний фонд становить 53 020 одиниць зберігання, з них 4 556 іноземними мовами. Наявно понад 4 тисяч найменувань художньої літератури, майже 45 % інформаційного ресурсу бібліотеки — наукова література: збірники наукових праць, монографії вчених, матеріали науково-практичних конференції, семінарів та праці науковців інституту. Бібліотека щорічно надає послуги понад 2 тис. користувачів, має понад 20 тисяч відвідувань, видає понад 40 тисяч одиниць зберігання. Зал електронних носіїв інформації відвідує понад 13 тисяч користувачів.
Довідково-бібліографічна робота бібліотеки має кілька напрямків: ведення довідково-бібліографічного апарату, надання читачам довідок та консультацій з усіх галузей знань та бібліографічне обслуговування в режимі пріоритетного обслуговування. Довідково-бібліографічний апарат складається з системи карткових каталогів (алфавітний, систематичний і службовий), електронного каталогу книг (10 855 записів), карткових картотек (систематична картотека статей і тематична), електронної систематичної картотеки статей (87 301 запис), електронного дисертаційного фонду кандидатських дисертацій (66 записів) та електронного фонду авторефератів дисертацій (787 записів).
У бібліотеці інституту функціонує локальна обчислювальна мережа, зал електронних носіїв інформації на 10 робочих місць читачів, 6 робочих місць у читальній залі, 6 робочих місць бібліотечних працівників та 2 сервери. Діє відділ каталогізації, який забезпечує процес створення електронного каталогу. Реалізований доступ до глобальної світової мережі Internet, який надає користувачам бібліотеки можливість безкоштовного доступу до різноманітних сучасних світових інформаційних баз даних. Є можливість доступу до електронних ресурсів органів виконавчої влади та місцевого самоврядування.
Електронний бібліотечний фонд складається з повнотекстових електронних книг, електронних версій періодичних видань, матеріалів інформаційних баз даних, електронних ресурсів, що отримані з мережі Internet. Крім того, в бібліотеці ведеться електронний каталог у системі Ірбіс, який доступний у залі електронних носіїв інформації та читальній залі.

### Гуртожиток
В Одеському регіональному інституті є студентський гуртожиток готельного типу місткістю до 600 осіб. Дев'ятиповерхова споруда гуртожитку побудована відповідно до норм 20-го століття в архітектурному стилі функціоналізму та має коридорно-блочну систему планування кімнат. Кожен з однотипних блоків складається з двох досить просторих і світлих кімнат на дві особи, коридору та санвузлу. На кожному поверсі міститься загальна для мешканців поверху кухня.
Крім гуртових кімнат для студентів, в гуртожитку є також навчальні класи, спортивні зали та інші зручності, як то автоматичні пральні та офісна техніка, ліфт та декілька окремих кімнат для одружених.

## Студентське і слухацьке самоврядування та культурне життя
На факультетах менеджменту та державного управління діє самоврядування студентів та слухачів денної форми навчання. Головними органами студентського та слухацького самоврядування є відповідно Рада студентського самоврядування та Рада слухачів. Метою діяльності органів самоврядування є створення умов для самореалізації особистості студентів та слухачів, формування у них організаторських навичок, лідерських якостей, відповідальності за результат своєї праці. Діяльність органів студентського самоврядування спрямована на удосконалення навчального процесу, підвищення його якості, забезпечення виховання духовності, культури та зростання у студентської та слухацької молоді соціальної активності.
Загальними зборами студентів та слухачів обираються виконавчі органи відповідно студентського та слухацького самоврядування. При Раді студентського самоврядування функціонує 11 студентських комісій, Рада слухачів має у своєму складі сім комітетів. Голови самоврядування представляють інтереси студентів та слухачів на засіданнях Вченої Ради інституту. Свою діяльність виконавчі органи здійснюють через спільні засідання з старостами академічних груп, круглі столи, консультації, конференції, семінари, вечори та інші форми роботи. Новим напрямком діяльності слухацького самоврядування є створення регіональних земляцтв.
При безпосередній участі виконавчих органів Ради студентського самоврядування та Ради слухачів відбулись конкурси по відбору слухачів для стажування в Центральних органах виконавчої влади України та закордоном. Не обходяться без участі Рад і святкові події в інституті, так весь управлінський склад бере активну участь в організаційних комітетах по святкуванню Дня факультету, державних свят та інших подій. Без уваги не залишаються традиційні свята: Новий рік, День сміху, Валентинів день, день студента тощо.
При інституті діє культурний центр, в розпорядженні якого сучасний актовий зал, де працюють колективи: фольклорно-етнографічний, народних та бальних танців, вокального і хорового співу. Центр організовує тематичні свята, спектаклі, концерти, вечори відпочинку, дискотеки, зустрічі з ветеранами війн та праці, письменниками, відомими діячами. Тут можна навчитись грі на музичних інструментах, набути корисних навичок. Спортивний клуб інституту організовує в позанавчальний час спартакіади, роботу спортивних секцій з 5 видів спорту та фізичне виховання в гуртожитках.

## Міжнародні зв'язки
ОРІДУ НАДУ постійно співпрацює з закладами вищої освіти та недержавними організаціями Великої Британії, Франції, Німеччини, Канади, США, Польщі, Молдови, Білорусі, Китаю, інших країн. Укладена низка угод про співробітництво між зарубіжними інститутами та ОРІДУ НАДУ. За підтримкою міжнародних фондів ОРІДУ НАДУ бере участь у багатьох міжнародних проектах та програмах. В рамках міжнародного співробітництва за фінансовою підтримкою Представництва Європейської Комісії в Україні, Світового Банку, USAID (Агенції з Міжнародного Розвитку Сполучених Штатів Америки), DFID (Міністерства Міжнародного Розвитку Великої Британії), CIDA (Канадської Агенції Міжнародного Розвитку), IRF (Міжнародного Фонду «Відродження») здійснює діяльність за такими напрямками:
- впровадження сучасних методів навчання;
- розробка та удосконалення навчальних програм з державного управління та менеджменту;
- підвищення кваліфікації викладачів;
- залучення іноземних фахівців до навчального процесу;
- запровадження програм стажування та підвищення кваліфікації за кордоном для слухачів, студентів, викладачів, представників адміністративного складу Інституту;
- проведення наукових досліджень в галузі державного управління, менеджменту, аналізу політики, регіонального та місцевого розвитку, тощо;
- проведення міжнародних конференцій, семінарів, літніх шкіл, тощо з проблемних питань теорії та практики державного управління, менеджменту;
- впровадження європейських стандартів якості вищої та післядипломної освіти;
- сприяння розвитку бібліотечних ресурсів та інформаційних технологій через програми міжнародної технічної допомоги.

Одеський регіональний інститут державного управління Національної академії державного управління при Президентові України є членом таких впливових міжнародних асоціацій, як NISPAcee (Мережа інститутів та шкіл державного управління Центральної та Східної Європи), IPMA (Міжнародна асоціація проектного менеджменту), SEE-ECN (Мережа співпраці в освіті Південної та Східної Європи).
Збірка ОРІДУ «Актуальні проблеми державного управління» включена до реєстру Міжнародної системи стандартизації номерів періодичних видань (ISSN) та їй присвоєно номер ISSN 1993-8330.
У 2007 році комп'ютерний клас Центру дистанційного навчання ОРІДУ пройшов міжнародну сертифікацію Служби освітянського тестування (ETS). Йому присвоєно міжнародний код STN12854A та статус CTAS — Сертифікованого центру з адміністрування тестування ETS. Це надає змогу щомісяця проводити он-лайнове тестування знань з англійської мови з наданням сертифікату міжнародного зразка (TOEFL).

## Випускники
За період з 1997 року по 2012 рік в ОРІДУ підготовлено 3 631 магістрів державного управління, з них: на денній формі навчання — 728 осіб, 248 — на вечірній, 2 422 — на заочній та 233 — на заочно-дистанційній. У 2012 році магістрами стали 336 осіб, зокрема 55 навчалися за денною формою, 24 — вечірньою, 207 — заочною та 50 — заочно-дистанційною. У 2012 році 12 випускників денної форми навчання першими в історії інституту отримали дипломи магістрів публічного адміністрування. За роки існування факультету менеджменту отримали дипломи 1 274 фахівця, з них: бакалаврів — 577, спеціалістів — 210 та магістрів — 487 осіб.

### Відомі випускники
- Боделан Володимир Русланович — начальник Головного управління МНС України в Одеській області[53]
- Донич Сергій Георгійович — перший заступник Голови Верховної Ради Автономної Республіки Крим[54]
- Єриняк Вадим Миколайович — перший заступник міністра культури Автономної Республіки Крим[55]
- Олександр Коробчинський — депутат IV—V скликань Одеської міської ради, голова Партії промисловців і підприємців України, член Академії будівництва України
- Манежина Тетяна Анатоліївна — заступник міністра культури Автономної Республіки Крим[55]
- Преснов Юрій Олександрович — заступник голови фракції Партії регіонів в Одеській міській раді[56]
- Вілен Федоров — український письменник, сценарист
- Созонт Чабан — український журналіст та громадський діяч
- Шпак Ігор Володимирович — Міністр охорони здоров'я Автономної Республіки Крим[57]
- Яковлєв Іван Петрович — начальник Управління у справах сім'ї та молоді Одеської облдержадміністрації[58]
- Гоцанюк Юрій Михайлович — колишній голова Нижньогірської районної адміністрації, голова Ради Міністрів Криму.